# Tenzing Rigdol
Tenzing Rigdol (tibetà: བསྟན་འཛིན་རིག་གྲོལ།, Wylie: bstan 'dzin rig grol) (Katamandú, 16 de gener de 1982) és un artista contemporani d'origen tibetà que viu actualment a Nova York. La seva producció va des de pintura, escultura, dibuix i collage fins a videoinstal·lacions, performances i intervencions locals, així com, poesia. Les seves obres estan fortament influïdes per les seves arrels, ja sigui, la filosofia budista, la recerca de la identitat tibetana o combinant tècniques tradicionals tibetanes amb pràctiques artístiques contemporànies. Ha exposat obres per tot el món i actualment una d'elles és a la col·lecció permanent del Metropolitan Museum of Art (MET).

## Biografia i formació
Tenzing Rigdol, fill de refugiats Tibetans, va néixer el 16 de gener de 1982 a Katamandú, Nepal. Allà es va formar en pintura amb sorra, escultura de mantega i en filosofia budista. També va viure durant un temps a Dharamsala on va aprendre collage tradicional tibetà i Thangka art (1999). El 2002 ell i la seva família van aconseguir asil polític als Estats Units i van traslladar-se a viure a la comunitat tibetana de Nova York. Va començar a estudiar art occidental, però va adonar-se que primer volia aprendre a l'art de la seva pròpia cultura així que va anar de nou a Nepal. El 2003 va obtenir un diploma en pintura tradicional Thangka a l'Escola Thangka Tibetana de Pintura de Katamandú. Rigdol va tornar als Estats Units i va instal·lar-se a Boulder on el 2005 es va graduar tant en Belles Arts com en Història de l'Art a la Universitat de Colorado. Va ser allà quan Fabio Rossi el va descobrir i des d'aleshores forma part dels artistes de la Galeria ROSSI&ROSSI. El 2022 se li va concedir un Doctor honoris causa per la Universitat de Colorado.

## Producció artística
La major part de la seva obra artística es basa en pintura i collage representant com a figura principal a un Bodhisattva o al mateix Buda i sovint barreja tècniques tradicionals amb contemporànies. La seva producció té un vessant filosòfic-espiritual, però sobretot és una obra política que denuncia la diàspora tibetana i que va a la recerca de la identitat del seu poble.

### Obres destacades
Una de les seves obres més emblemàtiques és Our Land, Our People (2011). Ell mateix la va definir com "site-specific art installation" (instal·lació artística per un lloc específic) i consistia en 24 tones de terra procedents del Tibet dins d'una estructura col·locada al centre de la pista de bàsquet de la Tibetan Children’s Village School a Dharamsala. Rigdol va tenir la idea quan el seu pare va morir el 2008, un dels seus desitjos, que no es va complir, era poder tornar a trepitjar el Tibet abans de la seva mort. L'artista va plantejar aquest projecte perquè tots aquells exiliats poguessin tornar a trepitjar la seva terra. La instal·lació va durar tres dies, però l'obra no era tan sols l'estructura amb teles que simbolitzaven els colors de la bandera tibetana ni la sorra, sinó també totes les reaccions i interaccions amb les persones. El tercer dia l'artista va animar a la gent que s'enduguessin una mica de sorra a casa seva, l'obra va anar transformant-se i desapareixent com el mateix Tibet original havia fet. Tenzing Rigdol va produir un documental dirigit per Tenzin Tsetan Choklay que enregistrava tot el procés de l'obra anomenat: Bring Tibet Home.
Una altra de les seves obres més conegudes és Pin drop silence: eleven-headed Avalokiteshvara (2013). Es tracta d'un quadre on trobem la figura d'Avalokiteshvara amb onze caps en una màndorla radiant, les seves mans es mantenen en anjali mudra, el gest de veneració que fa referència directa a Shadakshari Lokeshvara i, per tant, al Dalai Lama que és entès com una encarnació d'Avalokiteshvara. Al voltant de la figura es crea una quadrícula similar els dibuixos i estructura del thangka. La imatge representa una deïtat de la qual s'ha omès la cara, negant a l'espectador qualsevol contacte devocional directe amb l'ésser diví (entenent el contacte visual com el mitjà principal per accedit al diví). Rigdol, en ometre els ulls, ha tret la imatge d'un context devocional i obliga l'espectador a veure-ho com a un cos independent. El 2014 va formar part de l'exposició "Tibet and India: Buddhist Traditions and Transformations" del The MET entre el 8 de febrer i el 8 de juny. En l'exposició s'examina com les imatges esotèriques, els textos i pràctiques rituals van contribuir al paisatge religiós del Tibet, i afegeix la reinterpretació d'aquest paisatge per part d'artistes contemporanis tibetans. L'exposició es divideix en dues parts: una dedicada a l'art tibetà dels segles XI i XII, i una altra dedicada a l'art tibetà contemporani amb artistes com Tenzing Rigdol i Gonkar Gyatso. Avui en dia està a la col·lecció permanent d'aquest mateix museu, i no és l'únic amb obra de l'artista contemporani tibetà també en tenen el Glenbarra Art Museum al Japó, el Rubin Museum of Art a Nova York i el World Museum Liverpool.
El 2014, Tenzing Rigdol fa My World is in Your Blind Spot, un conjunt de cinc panells de seda on es representa a Buddha a cada un d'ells amb una posició corporal similar als thangkas. En aquest cas, elimina el paisatge característic d'influència xinesa i el substitueix per escriptures tibetanes. Els Buddhes estan vestits amb túniques de diferents teixits procedents d'Àsia. Principalment, el focus està en aquests, amb un collage de flames que forma els seus cossos. Amb aquest treball, Rigdol intenta entendre els constants costums Tibetanes al voltant de les auto-immolacions. L'artista crea una sèrie de reflexions al voltant, on s'endinsa en el significat dels actes i la transcendència que poden tenir tant a escala individual com col·lectiva. Ell mateix afirma: "He trobat la meva ment cada cop més ocupada per aquests actes polèmics. Tant valentes com tràgiques, les auto-immolacions ens desafien, com a testimonis, a actuar o a practicar la indiferència [...]. Com responem no només em defineix a mi mateix, sinó també al món en què vivim."
També es coneix la seva obra dins de "The Missing Peace", una exposició, que va moure's per diferents països durant diversos anys, on participen 88 artistes contemporanis inspirats pels missatges, visió i valors del Dalai Lama. En aquesta es tracten temes com la pau, la compassió, la paciència i la tolerància, molts dels artistes encarant les seves peces relacionades amb el Tibet. Tenzing Rigdol crea un mandala que els espectadors han d'anar omplint amb sorra de colors. Un cop acabat, un grup de quatre ballarins tradicionals tibetans ballen sobre aquesta, mesclant la sorra lentament. Amb aquesta acció Rigdol ens vol recordar que la vida humana és efímera, incloses totes les accions que hom pot fer. A més a més, també es relaciona amb el concepte oriental del karma aplicat a la conquesta i la guerra.

### Obra Literària
Rigdol també ha publicat tres recopilacions de poemes propis: R–The Frozen Ink (2008), Anatomy of Nights (2011) i Butterfly's Wings (2011).

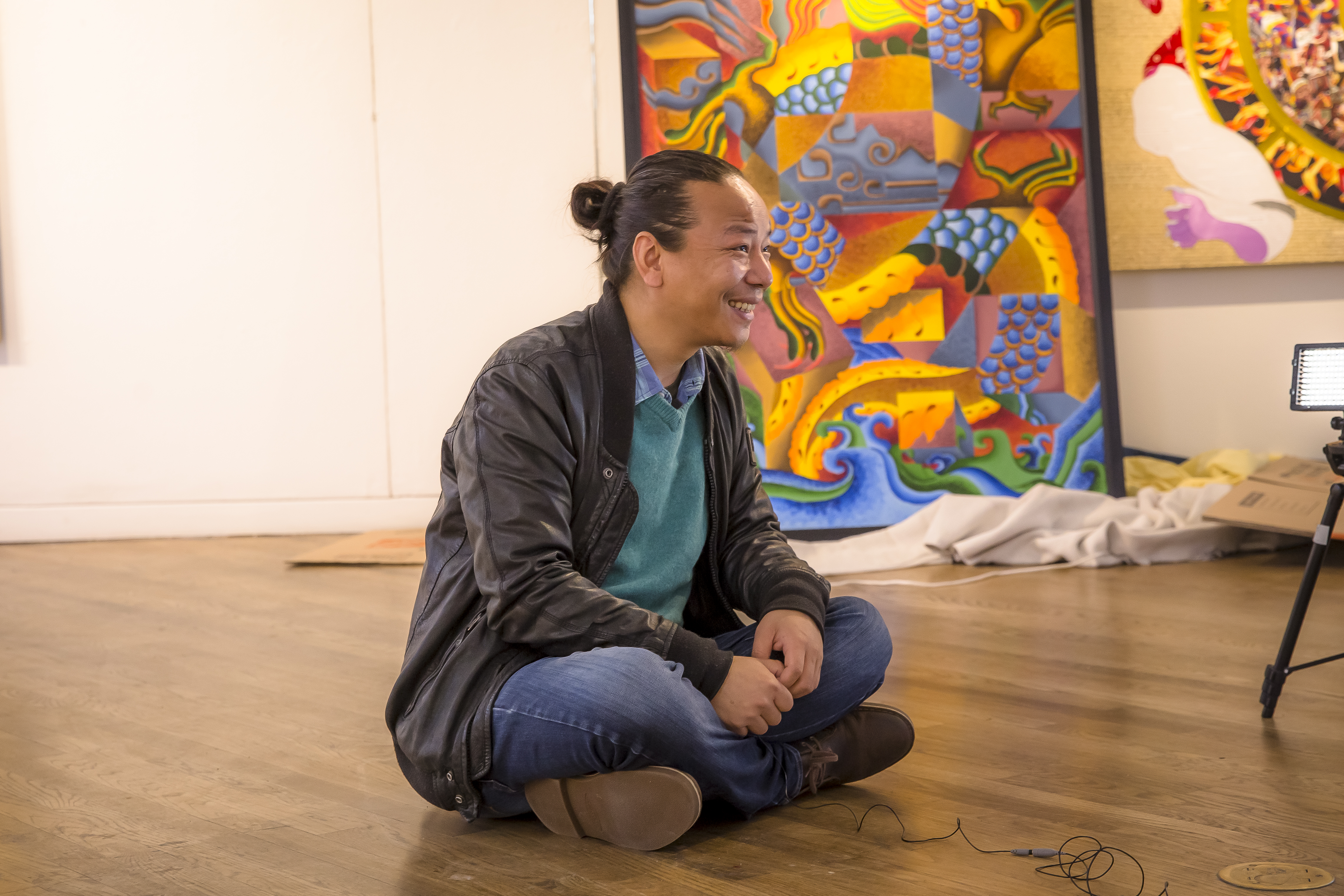
Tenzing Rigdol a una exposició el 2019.

### Exposicions
Tenzing Rigdol ha participat en moltes exposicions col·lectives, des de 2003 amb "Fusion Art Volume II" a la Auraria Library a Denver fins a 2021 a l'Art Basel de Hong Kong, però també ha fet exposicions en solitari organitzades pels seus galeristes ROSSI&ROSSI. Les més destacades són "Experiment with Forms" (2009) a Hong Kong i "Darkness into Beauty" (2013) a Londres.

## Premis
- 2008: Tenzing Rigdol ha sigut un dels primers artistes al qual se li ha concebut una residència per a artistes a l'Himàlaia en el Vermont Studio Center per la Fundació Shelley i Donald Rubin.[14]
- 2012: Premi a la Innovació Lhakar, per ser de les persones que marquen la societat tibetana i el moviment per a la llibertat per la "força de la seva creativitat i originalitat en els camps de l'art, la música i la literatura".[15]